# Jorge Villafañe
Jorge Benjamín Villafañe (Buenos Aires, 30 de octubre de 1899-San Salvador de Jujuy, 31 de julio de 1961) fue un político argentino, perteneciente a la Unión Cívica Radical y posteriormente al Partido Peronista. Se desempeñó como legislador y ministro provincial, y como gobernador de la provincia de Jujuy entre 1952 y 1955.

## Biografía

### Primeros años, familia y educación
Nació en la ciudad de Buenos Aires, y estudió en San Salvador de Jujuy.
Era sobrino del también gobernador de Jujuy, Benjamín Villafañe Chaves.

### Carrera
Docente y periodista de profesión, inició su militancia en la Unión Cívica Radical en la década de 1920. Fue secretario de la gobernación entre 1920 y 1921.

#### Legislatura provincial
Entre 1924 y 1930 fue diputado provincial por la capital provincial. En la legislatura, fue vicepresidente segundo (1929-1930) y vicepresidente primero (1927-1928).
En 1924, junto al diputado Arturo Palisa Mujica presentó un proyecto de ley que disponía el pago de aguinaldo a todo el personal del servicio y ordenanzas públicos de la provincia, a excepción del gobernador y del vicegobernador. El proyecto fue aprobado unánimemente, y sancionado y promulgado como ley provincial número 619, en la cual expresaba: «Acuérdase al personal de servicio y ordenanzas de la administración medio mes de sueldo imputándo el gasto a rentas generales». Esta fue la primera vez en Argentina que se otorgó este beneficio, que veinte años después se extendió a todos los trabajadores mediante el Decreto-Ley 33.302 de 1945, bajo la presidencia de facto de Edelmiro Farrell.
Ese mismo año presentó un proyecto de ley para el descanso dominical.
Entre abril y septiembre de 1930 presidió la Legislatura de la Provincia de Jujuy. En ese breve período, se sancionaron leyes como las que expropiaron grandes latifundios y la que prohibía los trabajos personales de los arrendatarios. El golpe de Estado de ese año imposibilitó su cumplimiento.

#### 1943-1952
Bajo el interventor federal de facto Emilio Forcher (1943-1945), estuvo a cargo de vialidad provincial. También fue director de turismo en Jujuy, y comisionado municipal en provincia de San Juan entre 1945 y 1946.
En la gobernación de Alberto Iturbe (1946-1952), fue ministro de hacienda, agricultura, industrias y obras públicas (1946-1950), y ministro de gobierno (1950-1951).
En 1949 fue también miembro de la convención constituyente provincial.

#### Gobernación
El 11 de noviembre de 1951, fue elegido gobernador de la provincia de Jujuy, ocupando el cargo desde junio de 1952 hasta el golpe de Estado de la autodenominada «Revolución Libertadora» en septiembre de 1955.
Durante su gobernación se creó el Instituto de la Vivienda de la provincia, a través de la Ley Provincial de la Vivienda N.º 2345 de 1955, siendo la primera obra el barrio «Hipólito Yrigoyen». Previamente, en 1953, se había creado el Instituto de Urbanismo y Vivienda, con fondos previstos en el Segundo Plan Quinquenal del gobierno nacional encabezado por Perón. El organismo construyó 100 viviendas de emergencia otorgadas a familias humildes. De todas formas, la obra pública fue limitada, en relación con la gobernación anterior, por la crisis económica que atravesaba el país.
También proyectó el hogar de ancianos de San Salvador de Jujuy y el Aeropuerto El Cadillal junto a la autopista que lo conectaría a la ciudad capital, que no llegaron a construirse en su gestión.

### Últimos años
Entre noviembre de 1955 y junio de 1956 permaneció preso, siendo acusado por «malversación de caudales públicos». Permaneció la mayor parte del tiempo internado en un hospital, tras sufrir una caída por el hueco de un ascensor. Posteriormente se comprobó que hubo algunas desviaciones, que estaban registradas y que no implicaban la encarcelación. Falleció en 1961.

## Homenajes
El Bachillerato Provincial N.º 2 de la capital jujeña lleva su nombre.